# Trimmatostroma betulinum
Trimmatostroma betulinum är en svampart som först beskrevs av August Karl Joseph Corda, och fick sitt nu gällande namn av S. Hughes 1953. Trimmatostroma betulinum ingår i släktet Trimmatostroma, ordningen disksvampar, klassen Leotiomycetes, divisionen sporsäcksvampar och riket svampar.   Inga underarter finns listade i Catalogue of Life.